# Дичево (Костромская область)
Дичево — деревня в Расловском сельском поселении Судиславского района Костромской области России.

## География
Деревня расположена у речки Опалишка.

## История
Согласно Спискам населенных мест Российской империи в 1872 году деревня относилась к 2 стану Костромского уезда Костромской губернии. В ней числилось 12 дворов, проживало 30 мужчин и 41 женщина.
Согласно переписи населения 1897 года в деревне проживало 82 человека (38 мужчин и 44 женщины).
Согласно Списку населенных мест Костромской губернии в 1907 году деревня относилась к Шишкинской волости Костромского уезда Костромской губернии. По сведениям волостного правления за 1907 год в ней числилось 20 крестьянских дворов и 98 жителей. Основным занятием жителей деревни, помимо земледелия, был извоз.
До муниципальной реформы 2010 года деревня также входила в состав Расловского сельского поселения Судиславского района.

## Население
| 1872 | 1897 | 1907 | 2008 | 2010 | 2014 |
| ---- | ---- | ---- | ---- | ---- | ---- |
| 71   | ↗82  | ↗98  | ↘0   | →0   | →0   |